# MDL Chengdu Major
MDL Chengdu Major var en Dota 2-turnering som anordnades i Chengdu mellan 16 och 24 november 2019. Turneringen var den första Majorn i den professionella Dota 2-säsongen mellan 2019/2020. 16 lag deltog i turneringen. Vinnarna av Majorn var TNC Predator, som besegrade Vici Gaming i en bäst av fem final, där TNC Predator vann 3–1.

## Lag
| Inbjudna - Team Liquid - Vici Gaming - Alliance - Team Aster - EHOME - Gambit Esports - Team Spirit - Fnatic - TNC Predator - Team Adroit - Evil Geniuses - Fighting PandaS - J.Storm - beastcoast - Team Unknown - Invictus Gaming |

## Resultat
| Plats | Lag                          | Prispengar |
| 1     | TNC Predator                 | $300,000   |
| 2     | Vici Gaming                  | $160,000   |
| 3     | Invictus Gaming              | $110,000   |
| 4     | Evil Geniuses                | $80,000    |
| 5-6   | Team Liquid                  | $60,000    |
| 5-6   | J.Storm                      | $60,000    |
| 7-8   | Alliance                     | $40,000    |
| 7-8   | beastcoast                   | $40,000    |
| 9-12  | EHOME & Team Aster           | $25,000    |
| 9-12  | Fnatic & Fighting PandaS     | $25,000    |
| 13-16 | Team Spirit & Gambit Esports | $12,500    |
| 13-16 | Team Unknown & Team Adroit   | $12,500    |